# Mratišić
Mratišić (cyr. Мратишић) – wieś w Serbii, w okręgu kolubarskim, w gminie Mionica. W 2011 roku liczyła 306 mieszkańców.